# Pastoreo

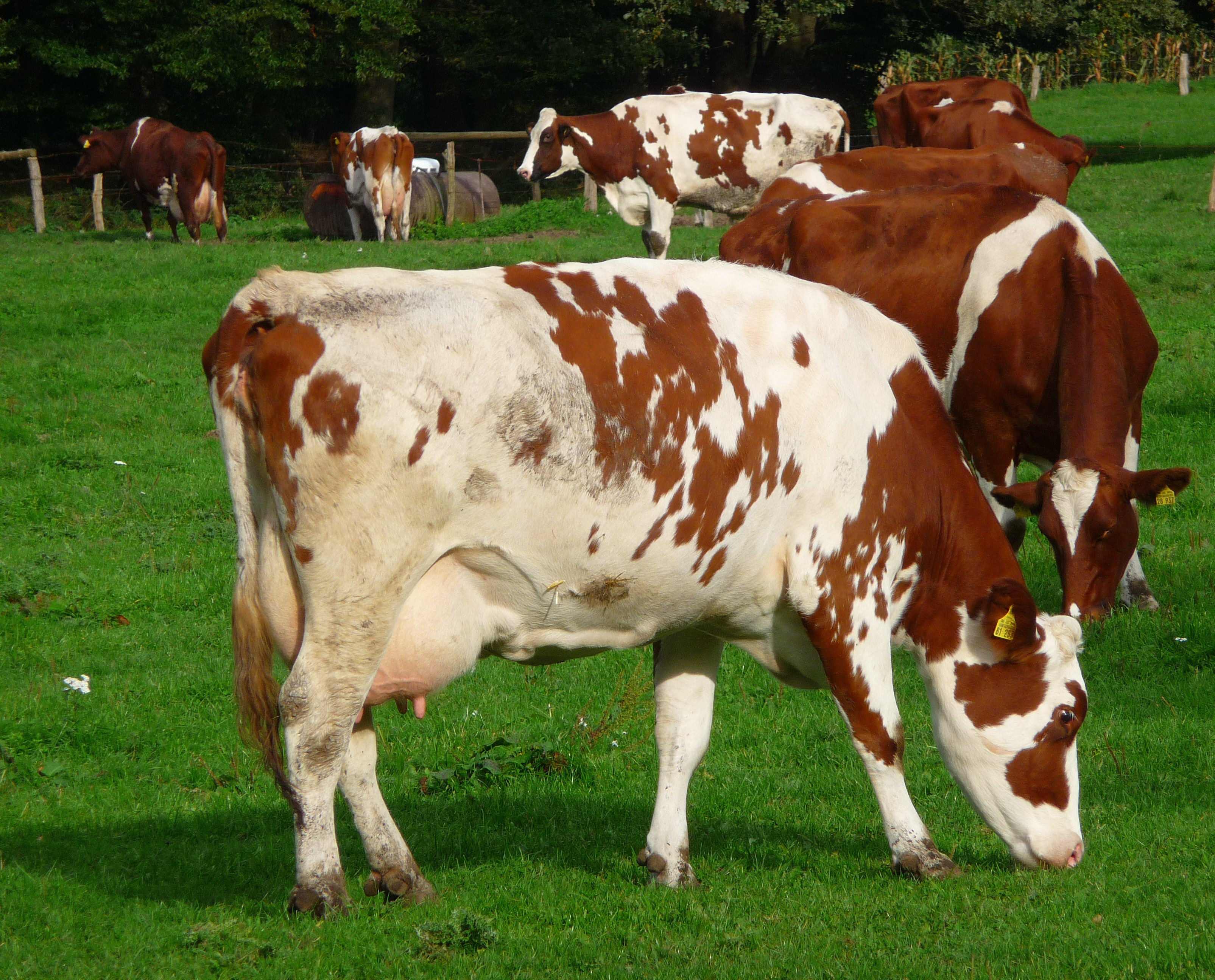
Ganado lechero pastando en Alemania

En la agricultura, el pastoreo es un método de cría animal que permite que el ganado doméstico se desplace libremente al aire libre y consuma vegetación silvestre. Esto les permite convertir la celulosa del pasto y otros forrajes, que de otro modo serían indigeribles para el intestino humano, en carne, leche, lana y otros productos animales. A menudo, esta práctica se lleva a cabo en tierras no aptas para la agricultura.
Los agricultores pueden emplear muchas estrategias diferentes de pastoreo para una producción óptima: el pastoreo puede ser continuo, estacional o rotativo dentro de un período de pastoreo. Las rotaciones más largas se encuentran en la agricultura ley, alternando cultivos herbáceos y forrajeros; en rotación de descanso, rotación diferida y pastoreo masivo, dando a los pastos más tiempo para recuperarse o dejando la tierra en barbecho. Patch-burn establece una rotación de hierba fresca después de la quema con dos años de descanso. El pastoreo de conservación propone usar animales de pastoreo para mejorar la biodiversidad de un sitio, pero los estudios muestran que el mayor beneficio para la biodiversidad proviene de eliminar los animales de pastoreo del paisaje.
El pastoreo ha existido desde el comienzo de la agricultura; los nómadas domesticaron ovejas y cabras antes de que se construyeran los primeros asentamientos permanentes alrededor del año 7000 a. C., lo que permitió criar ganado vacuno y porcino.
El pastoreo excesivo contribuye a muchos efectos negativos sobre el medio ambiente, incluida la deforestación, la extinción de la vida silvestre nativa, la contaminación de arroyos y ríos, la degradación del suelo, la perturbación ecológica, la desertificación y la estabilidad del ecosistema.

## Historia

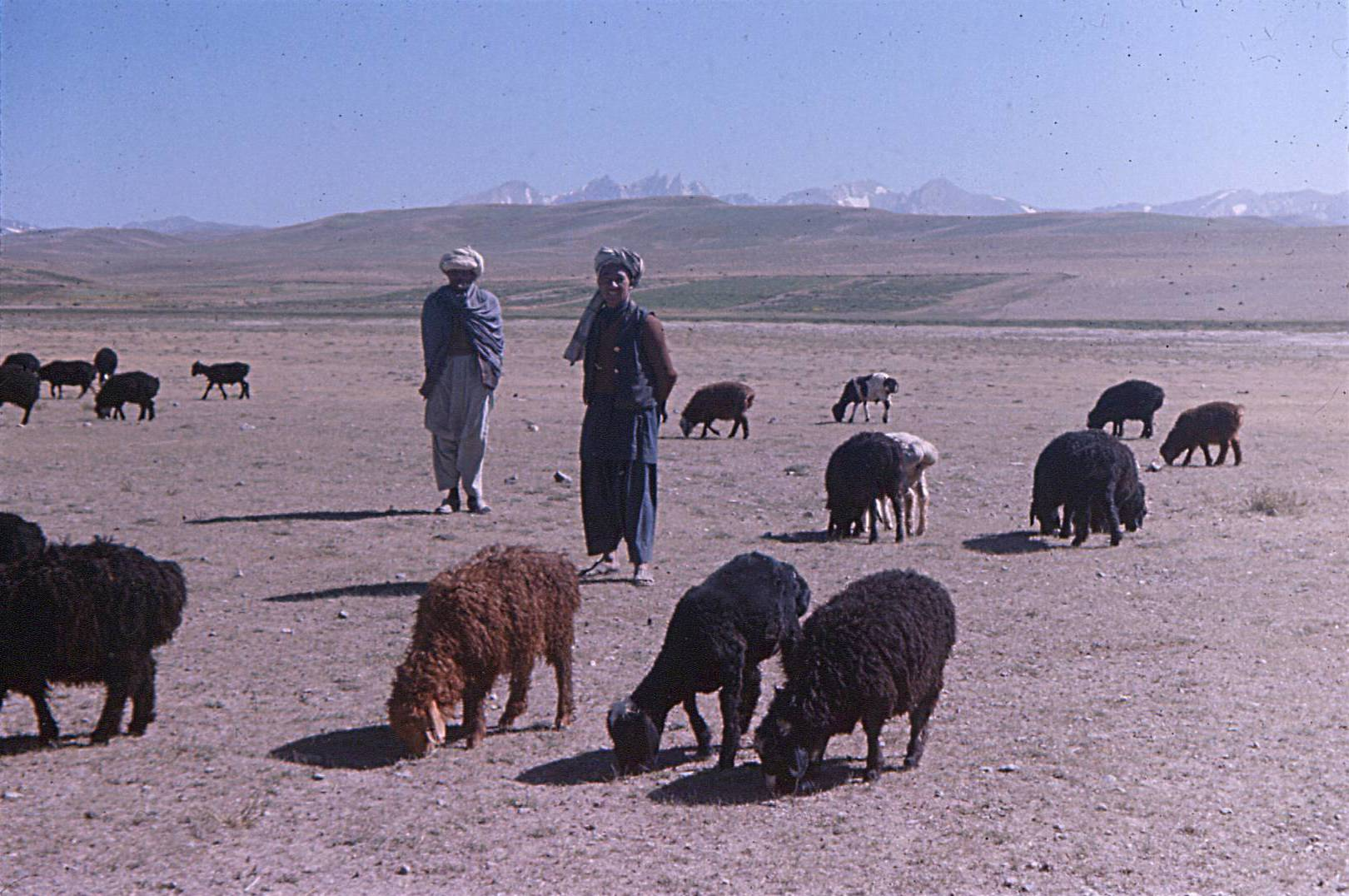
La domesticación de rumiantes, hacia el año 7000 a. C., como estas ovejas de cola gorda en Afganistán, proporcionó a los nómadas de Medio Oriente y Asia central una fuente confiable de alimentos.

El pasto se refiere al espacio donde el criador hace pastar al ganado en determinadas épocas del año. La antigua dehesa se caracteriza por un pastoreo nómada, con múltiples frecuencias anuales, y un tipo de pastoreo de ritmo pendular reversible. Esto implica que el rebaño sale alrededor del galpón de invierno, los mayens o pastos de mayo en la media montaña, y culmina cerca de Saint Jean en los pastos alpinos o rastrojos, antes de descender. Incluso puede ser más avanzado mediante un pastoreo regulado y rotativo que evita el sobrepastoreo.
El tiempo de descanso necesario para que la hierba vuelva a crecer varía según el lugar y la estación. En promedio aproximado, con buenos pastos, un mes en abril, alrededor de dos semanas en mayo como mucho, más de 25 días en junio y julio, más de un mes en agosto con pasto más corto, más de dos meses en otoño, y más de cuatro en inviernos templados. Resta que es difícil generalizar un modelo o una representación relevante, ya que antiguamente era importante la diversidad de pastos o climas, que abarcaban espacios de extensiones pedregosas o arenosas, desde rastrojos casi desérticos con pastos de secado rápido hasta zonas húmedas y frescas, o pastos con una vegetación exuberante que incluye árboles altos, pastizales altos y estanques de cañaverales, o incluso pantanos del sur frecuentados en el período frío y poco saludables y mortales en el verano.
El criador puede programar una cadena de pastoreo (también llamada rotación de pastoreo): desarrolla un circuito de pastoreo según las posibilidades de los recursos (composición, estado de desarrollo) en relación con la vegetación disponible. El tipo de suelo, la exposición, el acceso al recurso, la presencia de un área de descanso, un abrevadero, la facies de vegetación, el tamaño del rebaño, el estado deseado de salida, dictan su elección en cuanto al uso sucesivo. de las parcelas durante la campaña diez.
Una pradera bien manejada, sobre un suelo poco húmedo y que drene bien, por tanto muy diferente a las praderas húmedas desarrolladas por el hombre o suelos encharcados o francamente turbas, proporciona generalmente más hierba en calidad y en cantidad que la siega regular. de herbazales protegidos, por ejemplo la siega del heno, cuya veda suele estar abierta en San Juan o en el solsticio de verano. El pisoteo de animales promueve el macollamiento, es decir, el engrosamiento de la formación vegetal en la base, y el ramoneo o pastoreo en el sentido antiguo, el pastoreo o empanado, de los animales mejora indiscutiblemente en pocos años el pastoreo, en particular la mella del ganado muchas veces favorece las legumbres y tiene el efecto de hacer que la hierba sea más nutritiva. Este fenómeno es particularmente notable en las dehesas saladas de las costas marítimas o en los pastos de altura. Cabe señalar que la ganadería intensiva se fue generalizando poco a poco a partir del siglo XVII; la partición de las vacas en el establo se explica por la estructura fija del terreno y el deseo de tener cerca de las casas hierba fresca, sin ensuciar, sin pisotear y las mayores reservas posibles durante la larga invernada del rebaño mantenido en establos.
Se pueden encontrar escarabajos, polen y restos de plantas en restos de asentamientos de la Edad de Piedra, lo que indica que partes de Europa Central ya eran un paisaje relativamente densamente poblado con campos y pastos hace más de 7000 años. Sin embargo, Heinz Ellenberg evaluó este pastoreo, que también fue documentado por otras fuentes, como «no según el plan». Según él, la gestión podría haber sido similar a la agricultura migratoria.
Hasta la época moderna, el sistema de los tres campos se utilizaba fundamentalmente en Europa Central, en los que se pastoreaba la tierra en barbecho. La compulsión de cultivar en la Edad Media tenía como objetivo utilizar las áreas de «pastos generales» —los comunes— durante el mayor tiempo posible, que también incluían los campos entre la cosecha y el espigado (formación de tallos) del grano. En ese momento, las comunidades vegetales de las tierras de cultivo tenían una proporción significativamente mayor de pastos y también eran significativamente más ricas en especies.
El ramoneo del grano acumulado promovió el macollaje y el pastoreo de lo que entonces era una vegetación parecida a un césped después de la cosecha. Esto ayudó a controlar las malas hierbas y alimentar al ganado. El estiércol de los animales fertilizaba los campos, especialmente cuando estaban encerrados por la noche. El ganado solamente se mantenía alejado de los campos cuando se disparaba el grano. Las parcelas de tierra —el Zelge y más tarde Kämpe— estaban cercadas con árboles espinosos, muros o murallas, de las que surgían los setos y los knicks, algunos de los cuales se manejaban como montes bajos.
Aparte de estas tierras baldías de la economía de tres campos de la Alta Edad Media, también estaban, por supuesto, los Hutewalds, que surgieron en la Edad Media cuando el ganado era conducido a los bosques para ser engordado. Los animales causaron daños duraderos a la cubierta arbórea y transformaron los bosques en paisajes abiertos «parecidos a una sabana». Finalmente, la cría itinerante de ovejas también desempeñó un papel en áreas con suelos ligeros e infértiles, como en Lüneburg Heath o en Lechtalheiden.

## Producción
Según un informe de la Organización para la Agricultura y la Alimentación, alrededor del 60 % de los pastizales del mundo (poco menos de la mitad de la superficie utilizable del mundo) está cubierto por sistemas de pastoreo. Afirma que «Los sistemas de pastoreo suministran alrededor del 9 % de la producción mundial de carne de res y alrededor del 30 % de la producción mundial de carne de oveja y cabra. Para aproximadamente 100 millones de personas en áreas áridas, y probablemente un número similar en otras zonas, el pastoreo de ganado es la única fuente posible de sustento».

### Manejo

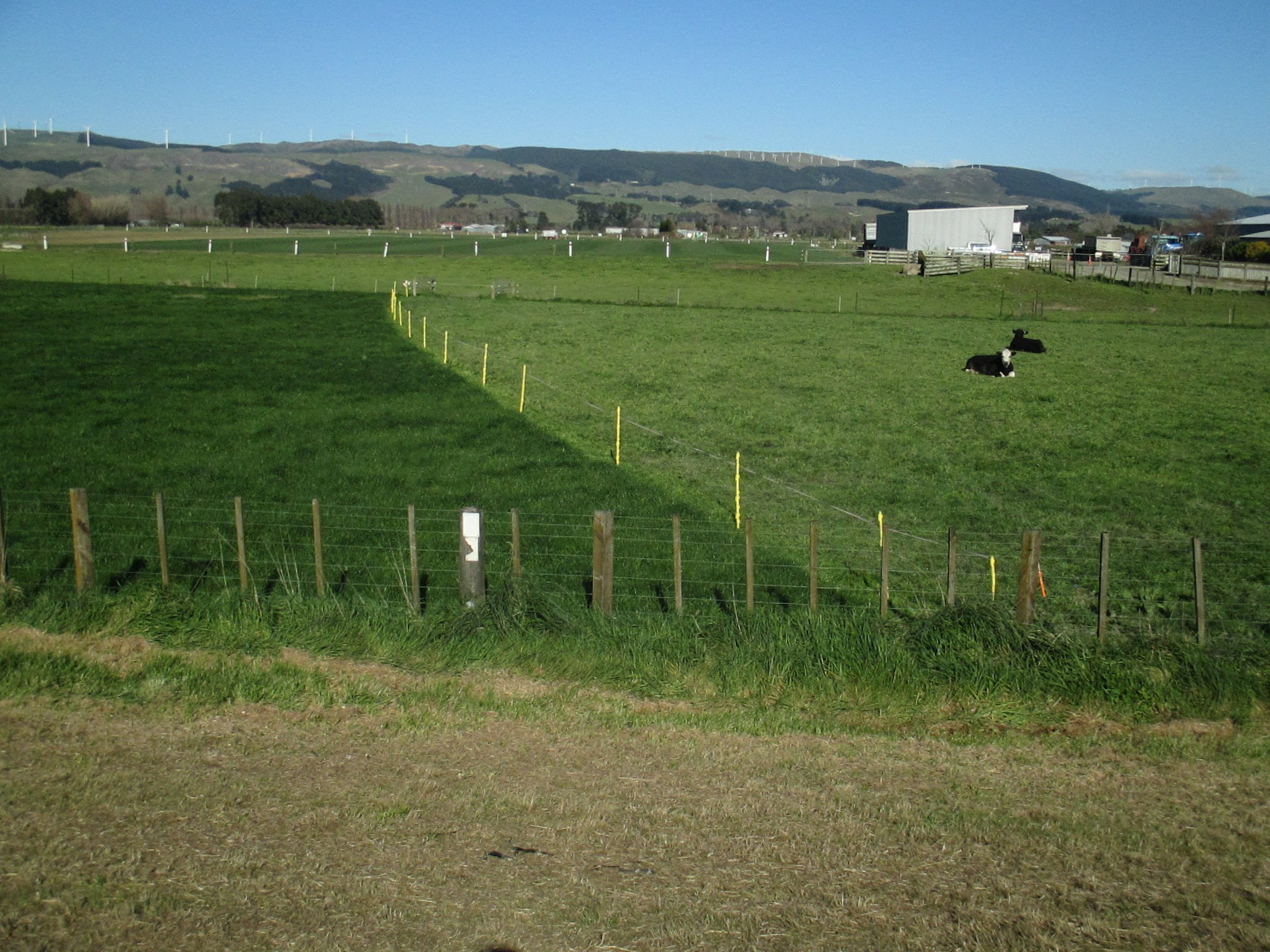
La porción de color verde oscuro de este pasto en Nueva Zelanda está cercada para permitir que la hierba vuelva a crecer antes de que se vuelva a pastar.

La gestión del pastoreo tiene dos objetivos generales, cada uno de los cuales es multifacético:
1. Proteger la calidad de los pastos contra el deterioro por sobrepastoreo.
  - En otras palabras, mantener la sostenibilidad de los pastos.
2. Proteger la salud de los animales contra amenazas agudas, tales como:
  1. Tetania de las gramíneas e intoxicación por nitratos.
  2. Sobredosis de oligoelementos, como envenenamiento por molibdeno y selenio.
  3. Enfermedad de la hierba y laminitis en caballos.
  4. Enfermedad de la leche en terneros.

Una técnica adecuada de uso de la tierra y manejo del pastoreo equilibra el mantenimiento de la producción de forraje y ganado, al mismo tiempo que mantiene la biodiversidad y los servicios ecosistémicos. Lo hace al permitir suficientes períodos de recuperación para el nuevo crecimiento. Los productores pueden mantener una baja densidad en un pasto, para no sobrepastorear.[cita requerida] La quema controlada de la tierra puede ayudar a que las plantas vuelvan a crecer. Aunque el pastoreo puede ser problemático para el ecosistema, las técnicas de pastoreo bien manejadas pueden revertir el daño y mejorar la tierra.[cita requerida]
En Inglaterra y Gales, los derechos de pasto (pastoreo de pastizales) y pannage (pastoreo de bosques) para cada plebeyo están estrictamente definidos por el número y tipo de animal, y por la época del año en que se pueden ejercer ciertos derechos. Por ejemplo, al ocupante de una cabaña en particular se le puede permitir pastar quince cabezas de ganado, cuatro caballos, ponis o burros y cincuenta gansos, mientras que los números permitidos para sus vecinos probablemente sean diferentes. En algunos bienes comunes (como New Forest y los bienes comunes adyacentes), los derechos no están limitados por números y, en cambio, se paga una «tarifa de marcado» cada año por cada animal «resuelto». Sin embargo, si se hizo un uso excesivo de lo común, por ejemplo, en el pastoreo excesivo, un común sería «limitado»; es decir, se pondría un límite al número de animales que cada plebeyo podía pastar. Estas regulaciones respondieron a la presión demográfica y económica. Por lo tanto, en lugar de dejar que un bien común se degradara, el acceso se restringió aún más.

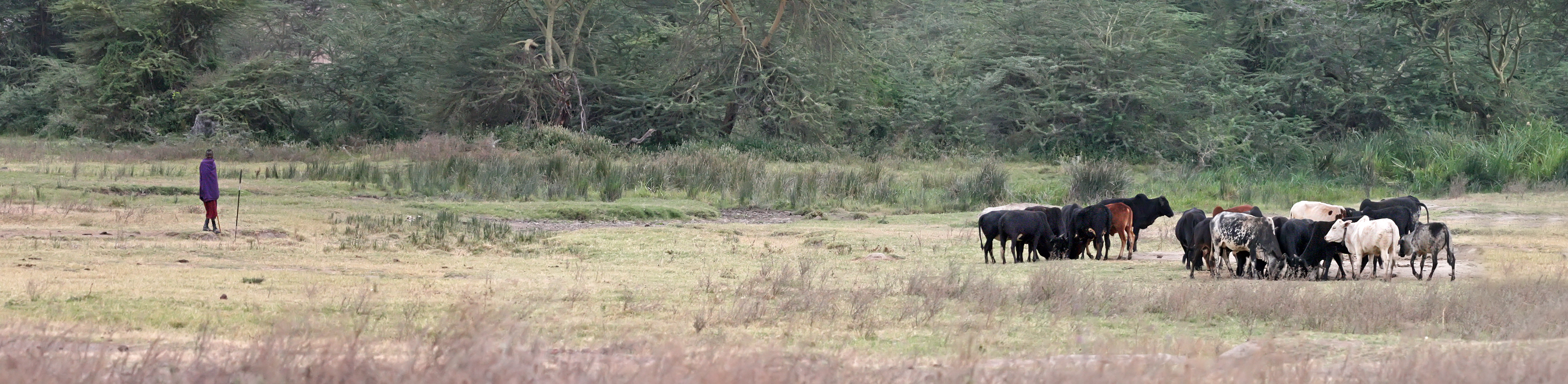

## Sistemas
Los ganaderos y los investigadores de la ciencia de los pastizales han desarrollado sistemas de pastoreo para mejorar la producción sostenible de forraje para el ganado. Estos pueden contrastarse con la cría intensiva de animales en corrales de engorde.

### Continuo

Diagrama de pastoreo continuo, un sistema de bajo insumo y bajo rendimiento.

Con el pastoreo continuo, el ganado puede acceder a la misma área de pastoreo durante todo el año.

### Estacional
El pastoreo estacional incorpora «animales que pastan en un área particular solo durante una parte del año». Esto permite que la tierra que no está siendo pastoreada descanse y permita que crezca nuevo forraje.

### Rotacional

Diagrama de pastoreo rotativo, que muestra el uso de potreros, cada uno de los cuales proporciona alimento y agua para el ganado durante un período elegido. Se permite que la hierba descanse y se reduce la formación de charcos, posiblemente aumentando los rendimientos. Esto se puede contrastar con los sistemas de feedlot.

El pastoreo rotativo «implica dividir el pastizal en varios pastos y luego pastorear cada uno en secuencia a lo largo del período de pastoreo». El uso de pastoreo rotativo puede mejorar la distribución del ganado al incorporar un período de descanso para el nuevo forraje.

### Ley farming
En la agricultura ley, los pastos no se plantan permanentemente, sino que se alternan entre cultivos forrajeros y cultivos herbáceos.

### Rotación de descanso
El pastoreo de rotación de descanso «divide el rango en al menos cuatro pastos. Un pasto permanece en reposo durante todo el año y el pastoreo se rota entre los pastos residuales». Este sistema de pastoreo puede ser especialmente beneficioso cuando se usa pasto sensible que requiere tiempo para descansar y volver a crecer.

### Rotación diferida

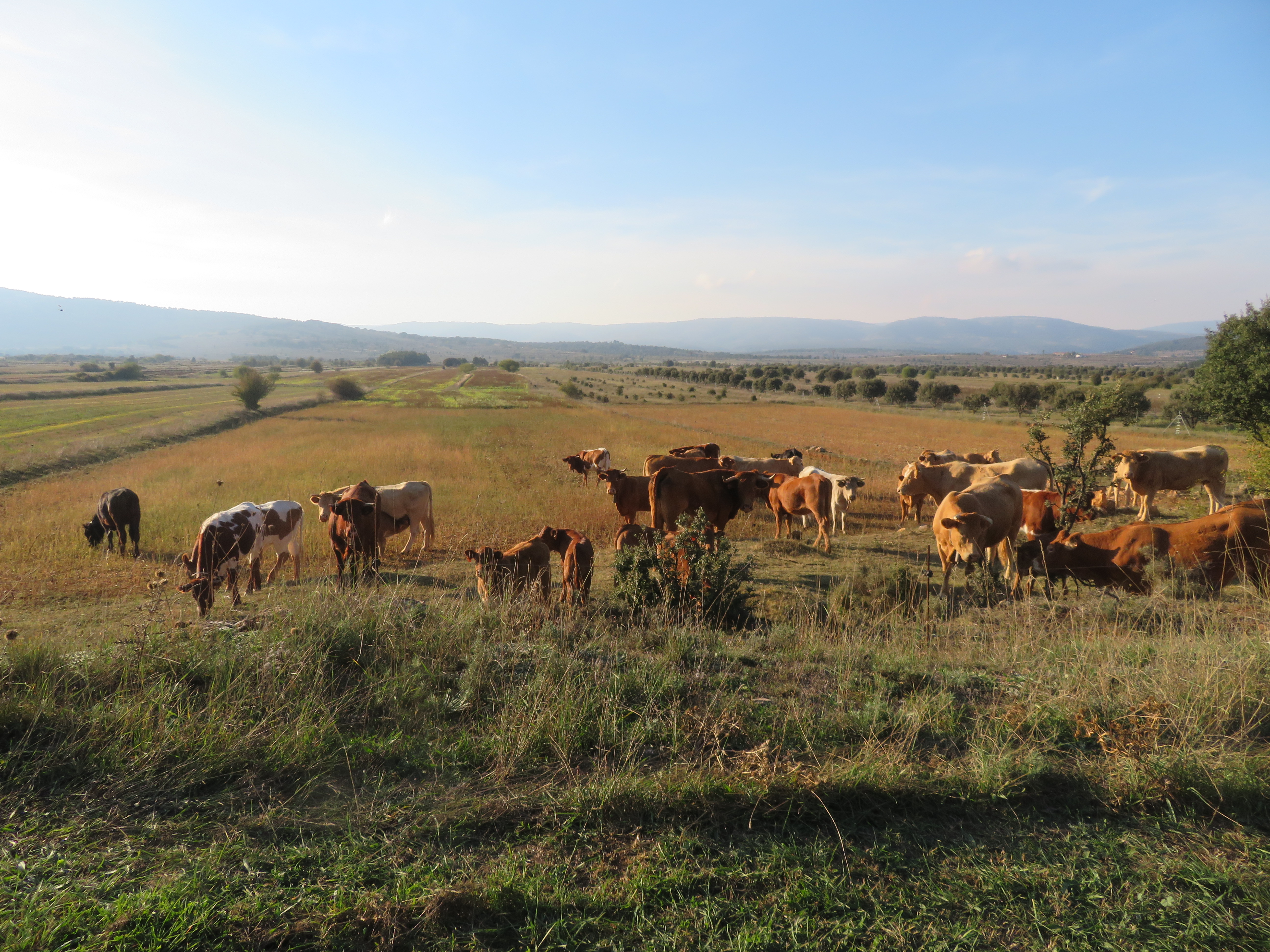
Vacas y terneros pastando, pastoreo de rotación (Vistabella del Maestrat, España).

La rotación diferida «involucra al menos dos pastos y uno no se pastorea hasta después de la siembra». Mediante el uso de la rotación diferida, los pastos pueden lograr un crecimiento máximo durante el período en que no hay pastoreo.

### Quemadura de parche
El pastoreo de parche quema un tercio de un pastizal cada año, sin importar el tamaño del pastizal. Este parche quemado atrae a los herbívoros (ganado vacuno o bisonte) que pastan intensamente en el área debido a la hierba fresca que crece como resultado. Los otros parches reciben poco o ningún pastoreo. Durante los siguientes dos años, los siguientes dos parches se queman consecutivamente, luego el ciclo comienza de nuevo. De esta forma, los parches reciben dos años de descanso y recuperación del fuerte pastoreo. Esta técnica da como resultado una diversidad de hábitats que pueden utilizar diferentes plantas y aves de la pradera, imitando los efectos de la relación prehistórica entre los bisontes y el fuego, en la que los bisontes pastan mucho en un área y otras áreas tienen la oportunidad de descansar. La reserva Tallgrass Prairie Preserve en el noreste de Oklahoma ha sido pastoreada por manadas de bisontes durante más de diez años. Estos esfuerzos han restaurado efectivamente la relación bisonte-fuego en una gran escala de paisaje de 30 000 acres (12 140,6 ha). En los brezales pastoreados de Devon, la quema periódica se conoce como swailing.

### Manejo de áreas ribereñas
El pastoreo en áreas ribereñas está destinado a mejorar la vida silvestre. y sus hábitats. Utiliza cercas para mantener al ganado fuera de los rangos cerca de arroyos o áreas de agua hasta después de los períodos de vida silvestre o aves acuáticas, o para limitar la cantidad de pastoreo a un período corto de tiempo.

### Pastoreo de conservación

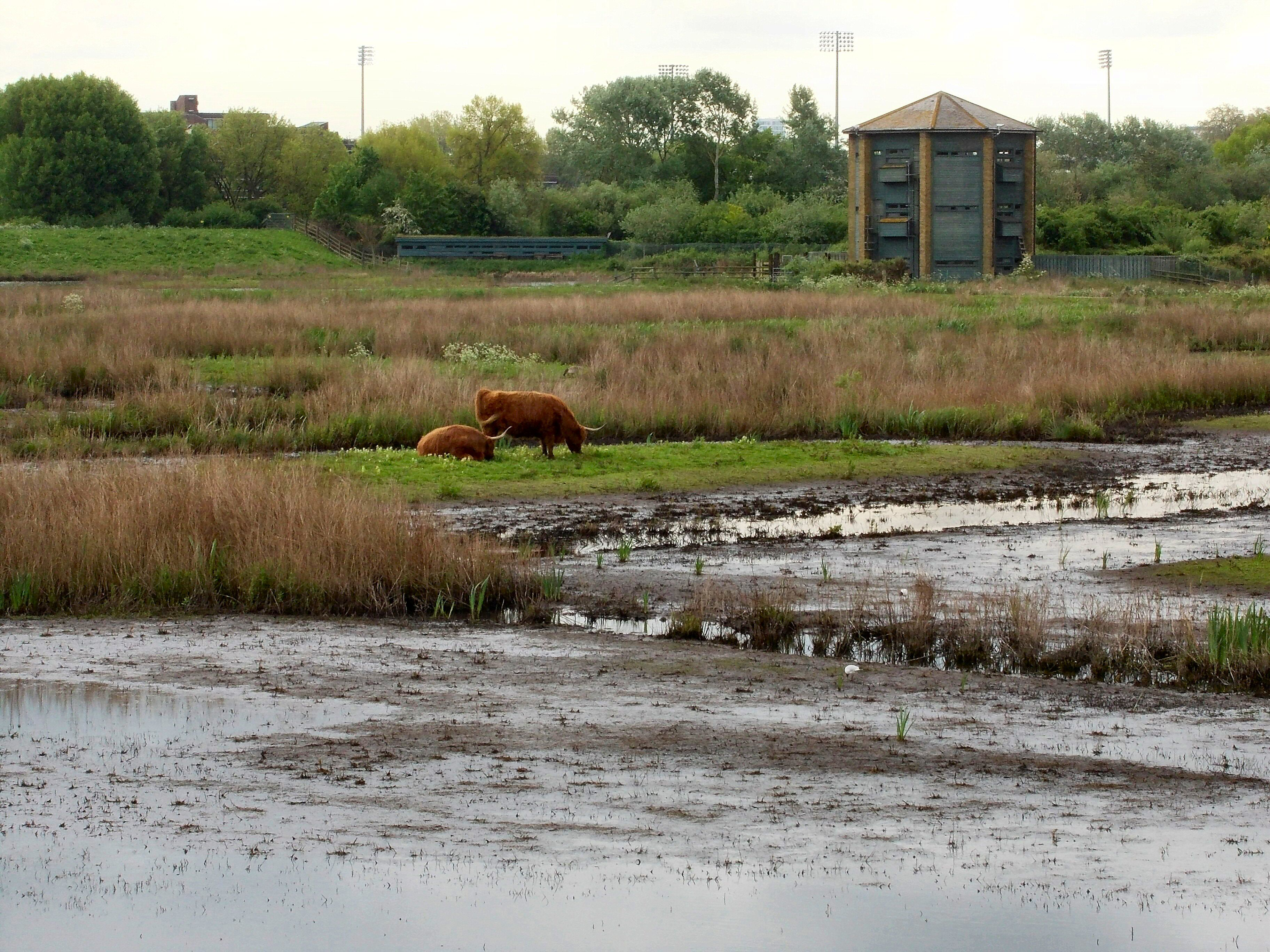
Pastoreo de conservación por vacas de las tierras altas en la reserva natural London Wetland Centre

El pastoreo de conservación es el uso de animales de pastoreo para ayudar a mejorar la biodiversidad de un sitio. Debido a su naturaleza resistente, las razas raras y autóctonas se utilizan a menudo en el pastoreo de conservación. En algunos casos, para restablecer los prados de heno tradicionales, se utiliza ganado como el Longhorn inglés y el Highland para proporcionar pasto.

### Pastoreo de celda
Una forma de pastoreo rotativo utilizando tantos potreros pequeños como lo permita el cercado, que se dice que es más sostenible.

### Pastoreo Mob
El pastoreo colectivo es un sistema, que se dice que es más sostenible, inventado en 2002; utiliza rebaños muy grandes en tierras que se dejan en barbecho por más tiempo de lo habitual.

## Consideraciones ambientales

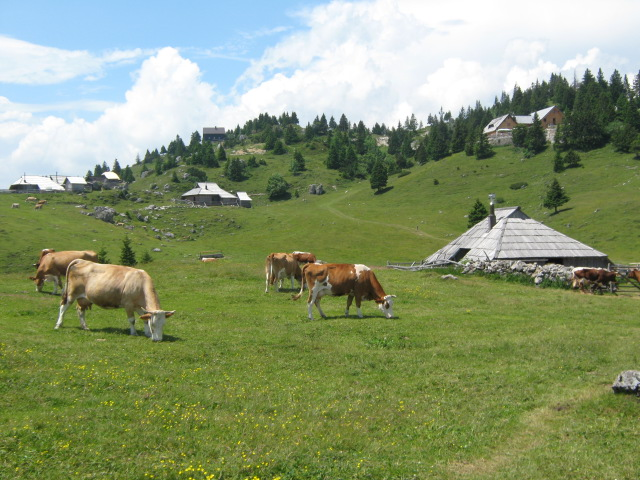
Pastoreo de verano en un entorno de gran altitud en la meseta de Big Pasture, Eslovenia.

### Ecología

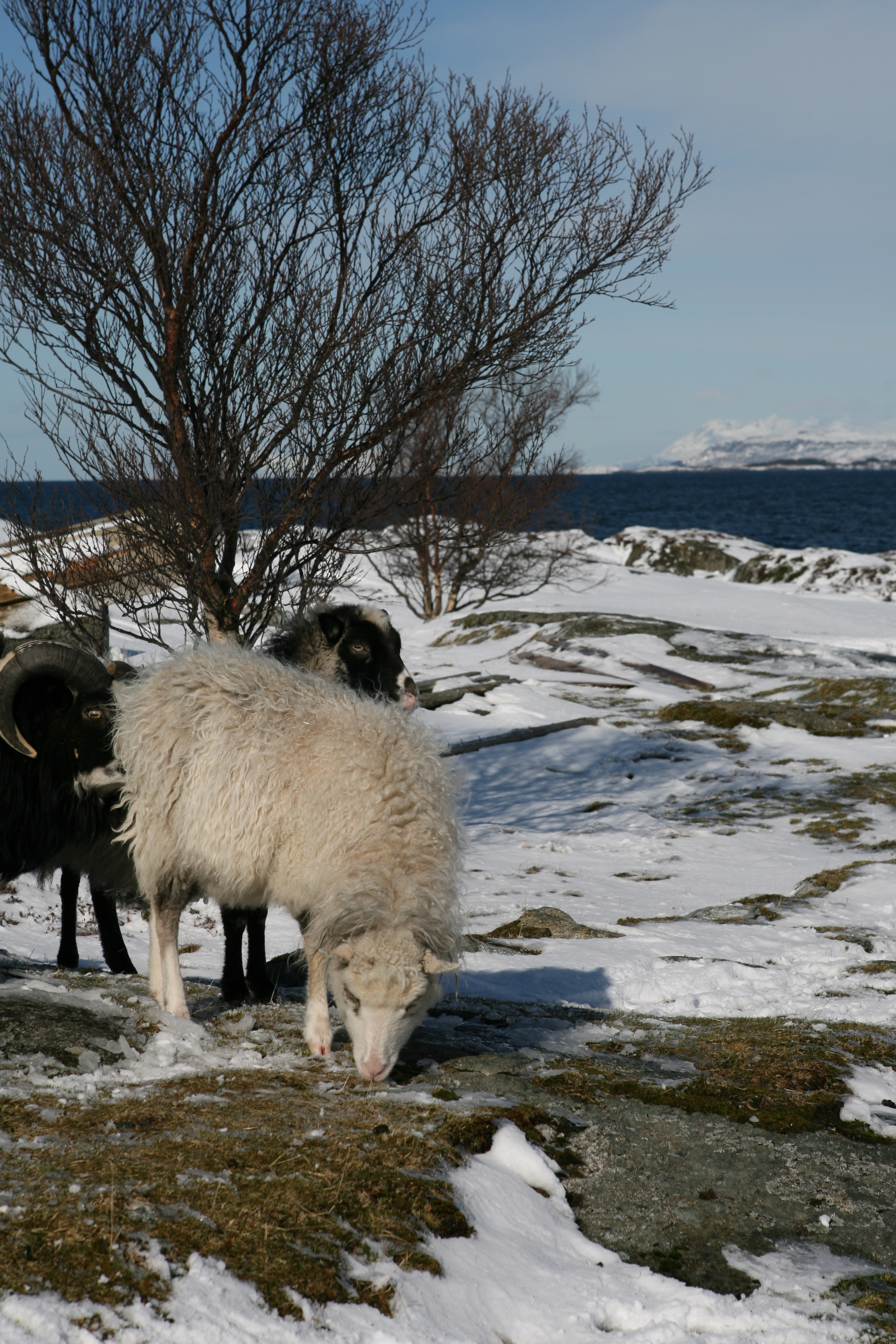
Viejas ovejas noruegas pastando en una isla en la costa de Noruega. Este es un hábitat vulnerable donde las ovejas participan en un delicado equilibrio ecológico.

Una serie de efectos ecológicos se derivan del pastoreo, y estos pueden ser positivos o negativos. Los efectos negativos del pastoreo pueden incluir pastoreo excesivo, mayor erosión del suelo, compactación y degradación, deforestación, pérdida de biodiversidad, e impactos adversos en la calidad del agua debido a la escorrentía. A veces, los pastores pueden tener efectos ambientales beneficiosos, como mejorar el suelo con la redistribución de nutrientes y airear el suelo mediante el pisoteo, controlar el fuego y aumentar la biodiversidad mediante la eliminación de biomasa, el control del crecimiento de arbustos y la dispersión de semillas. En algunos hábitats, los niveles apropiados de pastoreo pueden ser efectivos para restaurar o mantener la diversidad de hierbas y pastos nativos en pastizales que han sido perturbados por el pastoreo excesivo, la falta de pastoreo (como por la eliminación de animales de pastoreo salvajes) u otras perturbaciones humanas. El pastoreo de conservación es el uso de herbívoros para gestionar dichos hábitats, a menudo para replicar los efectos ecológicos de los parientes silvestres del ganado doméstico, o los de otras especies ahora ausentes o extintas.
La orina y las heces de los pastores «reciclan nitrógeno, fósforo, potasio y otros nutrientes de las plantas y los devuelven al suelo». El pastoreo puede reducir la acumulación de hojarasca (materia orgánica) en algunas estaciones y áreas, pero también puede aumentarla, lo que puede ayudar a combatir la erosión del suelo. Esto actúa como alimento para insectos y organismos que se encuentran en el suelo. Estos organismos «ayudan en el secuestro de carbono y la filtración de agua».
Cuando se pasta hierba, se reduce la hierba muerta y la hojarasca, lo que es ventajoso para pájaros como las aves acuáticas. El pastoreo puede aumentar la biodiversidad. Sin pastoreo, crecen muchas de las mismas gramíneas, por ejemplo bromus y bluegrass, produciendo en consecuencia un monocultivo. Los ecosistemas de las praderas de pastos altos de América del Norte están controlados en gran medida por la disponibilidad de nitrógeno, que a su vez está controlada por las interacciones entre los incendios y el pastoreo de grandes herbívoros. Los incendios en primavera mejoran el crecimiento de ciertos pastos, y los herbívoros pastan preferentemente estos pastos, produciendo un sistema de controles y equilibrios, y permitiendo una mayor biodiversidad de plantas. En Europa, los brezales son un paisaje cultural que requiere el pastoreo de ganado vacuno, ovino u otros pastos para mantenerse.

### Conservación
Un autor del informe La larga sombra del ganado de la Organización para la Agricultura y la Alimentación (FAO), declaró en una entrevista:

El pastoreo ocupa el 26 % de la superficie terrestre de la Tierra… la producción de cultivos forrajeros requiere alrededor de un tercio de toda la tierra cultivable… La expansión de las tierras de pastoreo para el ganado también es una de las principales causas de la deforestación, especialmente en América Latina… En la cuenca del Amazonas solo, alrededor del 70 % de la tierra previamente forestada se utiliza como pasto, mientras que los cultivos forrajeros cubren una gran parte del resto.

Gran parte de las tierras de pastoreo son el resultado de un proceso de limpieza o drenaje de otros hábitats, como bosques o humedales.
Según la opinión del Centro para la Diversidad Biológica, el pastoreo extensivo de ganado en las tierras áridas del suroeste de los Estados Unidos tiene muchos impactos negativos sobre la biodiversidad local allí.

El ganado destruye la vegetación autóctona, daña los suelos y las riberas de los arroyos y contamina los cursos de agua con desechos fecales. Después de décadas de pastoreo de ganado, los arroyos y bosques ribereños que alguna vez fueron exuberantes se han reducido a tierras baldías planas y secas; la capa superior del suelo, que antes era rica, se ha convertido en polvo, lo que ha provocado la erosión del suelo, la sedimentación de los arroyos y la eliminación total de algunos hábitats acuáticos.

En climas áridos como el suroeste de los Estados Unidos, el pastoreo del ganado ha degradado severamente las áreas ribereñas, el ambiente de humedales adyacentes a ríos o arroyos. La Agencia de Protección Ambiental afirma que la agricultura tiene un mayor impacto en la contaminación de arroyos y ríos que cualquier otra fuente no puntual. El pastoreo inadecuado de las áreas ribereñas puede contribuir a la contaminación de fuentes no puntuales de las áreas ribereñas. Las zonas ribereñas en ambientes áridos y semiáridos han sido denominadas hotspots de biodiversidad. El agua, la mayor biomasa, el microclima favorable y las inundaciones periódicas en conjunto producen una mayor diversidad biológica que en las tierras altas circundantes. En 1990, «según el departamento de parques estatales de Arizona, más del 90 % de las zonas ribereñas originales de Arizona y Nuevo México han desaparecido». Un informe de 1988 de la Oficina de Responsabilidad Gubernamental estimó que el 90 % de las 5300 millas de hábitat ribereño administrado por la Oficina de Administración de Tierras en Colorado se encontraba en condiciones insatisfactorias, al igual que el 80 % de las zonas ribereñas de Idaho, y concluyó que «el ganado mal administrado el pastoreo es la causa principal de la degradación del hábitat ribereño en los pastizales federales».
Un informe de la FAO de 2013 estimó que el ganado era responsable del 14,5 % de las emisiones antropogénicas de gases de efecto invernadero. El pastoreo es común en Nueva Zelanda; en 2004, el metano y el óxido nitroso de la agricultura representaron algo menos de la mitad de las emisiones de gases de efecto invernadero de Nueva Zelanda, de las cuales la mayor parte es atribuible a la ganadería. Un informe de la Agencia de Protección Ambiental de los Estados Unidos de 2008 sobre emisiones encontró que la agricultura fue responsable del 6 % del total de las emisiones de gases de efecto invernadero de los Estados Unidos en 2006. Esto incluía la producción de arroz, la fermentación entérica en el ganado doméstico, el manejo del estiércol del ganado y el manejo del suelo agrícola, pero omitió algunas cosas que podrían atribuirse a la agricultura. Los estudios que compararon las emisiones de metano del ganado de pastoreo y de corrales de engorde concluyeron que el ganado alimentado con pasto produce mucho más metano que el ganado alimentado con granos. Un estudio en el Journal of Animal Science encontró cuatro veces más y afirmó: «estas mediciones documentan claramente una mayor producción de CH4 para el ganado que recibe dietas de baja calidad y altas en fibra que para el ganado alimentado con dietas altas en granos».